# 22618 Сільва Нортіка
22618 Сільва Нортіка (22618 Silva Nortica) — астероїд головного поясу, відкритий 28 травня 1998 року.
Тіссеранів параметр щодо Юпітера — 3,559.
Назва походить від лат. Silva Nortica історичної назви області, що охоплює територію на кордоні Південної Чехії і Нижньої Австрії, відома своїми краєвидами та історичними пам'ятками.